# Los Angeles Dodgers
I Los Angeles Dodgers sono una squadra di baseball della Major League Baseball con sede a Los Angeles, California. Sono membri della West Division della National League. Nati nel 1883 a Brooklyn, New York, la squadra si trasferì a Los Angeles prima della stagione 1958. Giocò per quattro stagioni al Los Angeles Memorial Coliseum, prima di spostarsi nell'attuale Dodger Stadium.
I Dodgers hanno vinto 8 titoli delle World Series e 25 titoli di lega complessivi, 24 della National League e uno nella American Association. Otto vincitori del Cy Young Award hanno militato nei Dodgers, per un totale di 12 premi. La squadra ha avuto anche 12 esordienti dell'anno, inclusi quattro consecutivi dal 1979 al 1982 e cinque consecutivi dal 1992 al 1996.
Hanno una rivalità molto forte con i San Francisco Giants, risalente al periodo in cui le due franchigie erano ancora a New York. Entrambe le squadre si trasferirono in California dall'inizio della stagione 1958, perpetuando il loro confronto ravvicinato nella National League. Sebbene le due franchigie abbiano raggiunto nel computo delle vittorie totali un risultato di sostanziale parità, le sfide parziali tra le due città risultano piuttosto squilibrate. Quando entrambe le squadre avevano sede a New York erano i Giants la squadra più blasonata, con cinque World Series contro una. Dopo il trasferimento in California, i rapporti di forza si sono invertiti poiché sono stati i Dodgers di Los Angeles ad aggiudicarsi sette World Series, mentre i Giants ne hanno vinte tre.

## Storia
Fondata nel 1883, la franchigia nacque a Brooklyn, New York. Nel corso dei primi anni di esistenza era nota con diversi soprannomi ("Atlantic", "Grays", "Bridegrooms", "Grooms", "Superbas", "Robins"), prima di assumere nel 1932 la denominazione definitiva di Dodgers già utilizzata precedentemente all'inizio degli anni dieci. Il termine derivò da "Trolley Dodgers", cioè "quelli che schivano i tram". Il significato esatto di questo soprannome non è certo, anche se a Brooklyn in effetti erano già presenti numerose linee di tram. La squadra di Brooklyn mirava a mettersi in contrapposizione con le altre squadre di New York più ricche e blasonate: i Giants, che giocavano a Manhattan, e gli Yankees del Bronx.

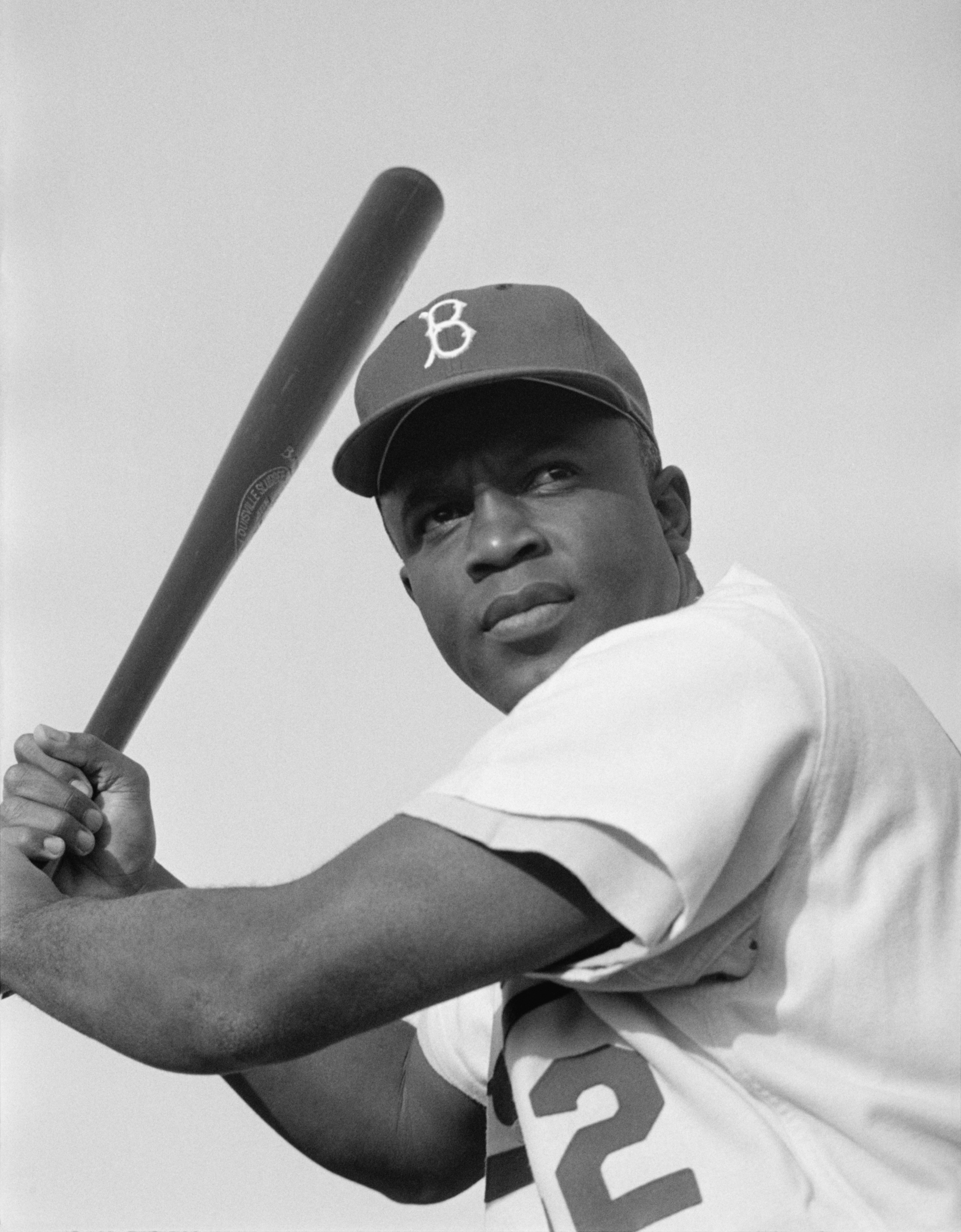
Jackie Robinson

La squadra vinse la National League nel 1916 e nel 1920, perdendo però le World Series entrambe le volte, prima con i Boston Red Sox e poi con i Cleveland Indians. Fino alla seconda guerra mondiale i Dodgers non andarono mai oltre un paio di piazzamenti, fino a quando nel 1941 conquistarono la loro terza National League, per poi perdere di nuovo la finalissima contro i New York Yankees. Dopo il conflitto mondiale, durante il quale le stagioni vennero disputate con i migliori giocatori impegnati al fronte, i Dodgers si rafforzarono notevolmente, ingaggiando Jackie Robinson, il primo giocatore afroamericano nell'era moderna della Major League Baseball. Guidati da Robinson, affiancato successivamente dal tre volte miglior giocatore della National League Roy Campanella (anch'egli di colore), i Dodgers affrontarono gli Yankees in sei apparizioni alle World Series quasi consecutive, riuscendo a prevalere solo nel 1955, anno della loro prima vittoria del titolo, unico del periodo newyorkese. Il reclutamento di un giocatore nero non mancò di suscitare grande scandalo nell'America ancora profondamente segregazionista del 1947. Questo fatto costituì tuttavia uno spartiacque storico e l'esempio dei Dodgers fu rapidamente emulato da numerose altre squadre di Major League. In onore di Robinson, dal 2004, ogni anno il 15 aprile si celebra il Jackie Robinson Day, durante il quale ogni giocatore di ogni squadra di Major League scende in campo con il numero 42 al posto del numero abituale. Nella sua prima edizione il suo numero di casacca, 42, è stato ritirato per sempre e nessuna squadra di Major League lo potrà mai più assegnare.

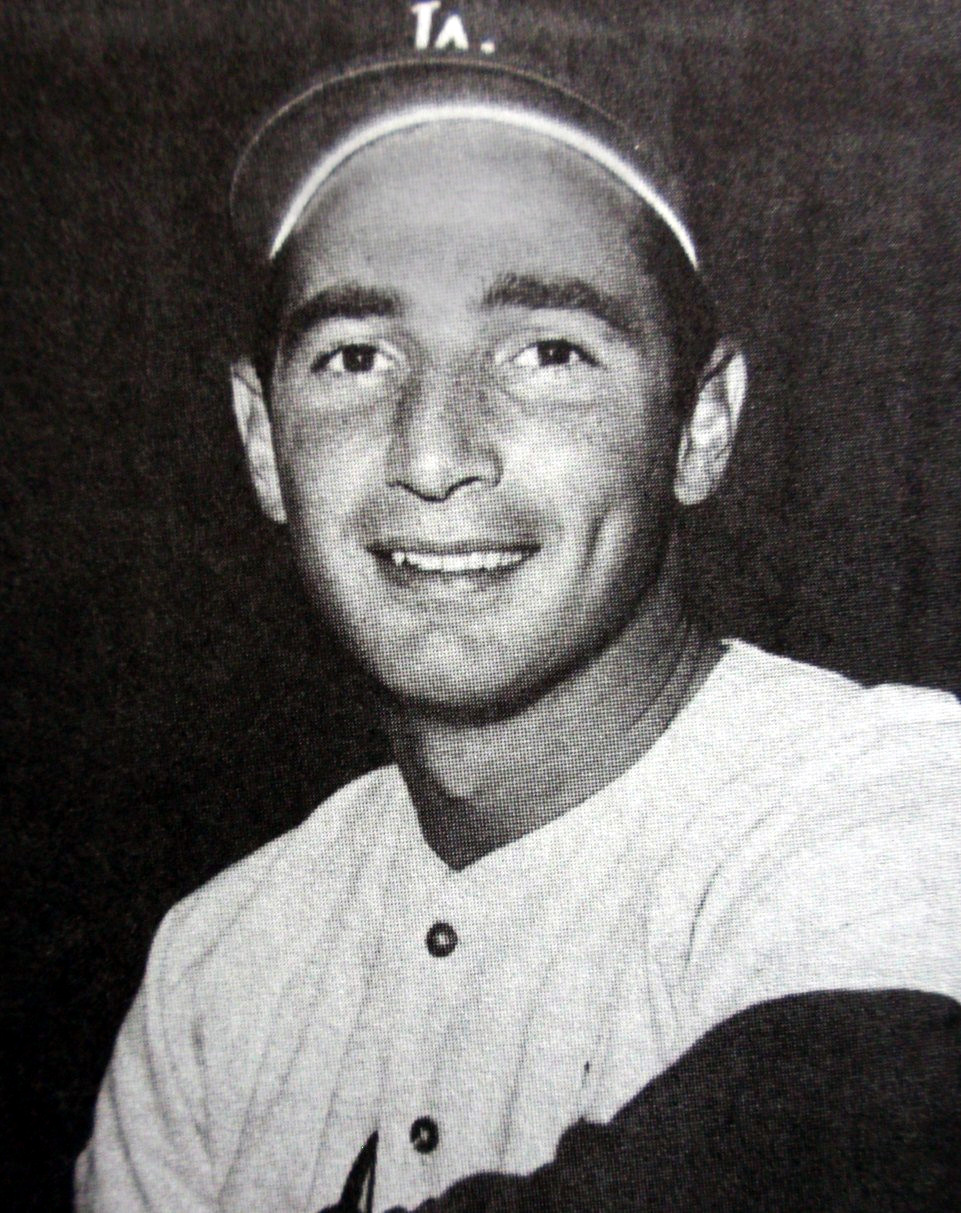
Sandy Koufax

Dopo la stagione 1957, il team si trasferì a Los Angeles abbandonando Brooklyn non senza polemiche. Allo stesso tempo, anche i loro rivali di National League dei Giants abbandonarono New York, per approdare in questo caso a San Francisco. Le prime quattro stagioni dei Dodgers a Los Angeles furono giocate al Los Angeles Memorial Coliseum, prima del trasferimento nella casa attuale, il Dodger Stadium, il terzo stadio di baseball più antico della Major League. La scelta si rivelò però azzeccata dal punto di vista tecnico, poiché dopo sole due stagioni in California, nel 1959, la franchigia vinse le World Series per la seconda volta, battendo i Chicago White Sox in sei partite. Guidati dallo stile dominante di Sandy Koufax e Don Drysdale, intorno alla metà degli anni '60, i Dodgers arrivarono tre volte primi in National League, vincendo due volte le World Series: nel 1963, superando gli Yankees in quattro partite, e nel 1965, battendo i Minnesota Twins per 4-3. La vittoria del 1963 costituì il secondo successo contro gli odiati Yankees, e la prima vittoria contro di loro come squadra di Los Angeles. I Dodgers giunsero altre tre volte alle World Series, nel 1974, 1977 e 1978, uscendo però sempre sconfitti. Intanto, a partire dal settembre 1976, in panchina iniziò a sedere Tommy Lasorda, che divenne uno storico manager per la franchigia visto che ricoprì il ruolo per quasi vent'anni.
Il 1981 fu l'anno in cui i Dodgers tornarono a vincere le World Series, grazie al successo per 4 partite a 2 sui New York Yankees. Fu anche la prima stagione in MLB del lanciatore messicano Fernando Valenzuela, primo giocatore a vincere il premio di rookie dell'anno e il Cy Young Award nella stessa stagione: l'entusiasmo e l'interesse da lui suscitato portarono in seguito alla coniazione del termine "Fernandomania". I Dodgers vinsero la NL West nel 1983 e nel 1985, ma persero in entrambi i casi le NLCS, rispettivamente contro i Phillies e i Cardinals.
I losangelini tornarono, a sorpresa, al successo nel 1988, quando ebbero la meglio sugli Oakland Athletics con un 4-1 nella serie. Gara 1 fu decisa da un fuoricampo al nono inning di Kirk Gibson che, nonostante stesse zoppicando per infortuni sia al ginocchio sinistro che a quello destro, fu inaspettatamente inserito dal manager Tommy Lasorda come pinch hitter e ribaltò il risultato in quella che fu la sua unica apparizione al piatto nelle World Series. Con Valenzuela assente in gran parte delle partite per problemi al braccio (che ne condizionarono l'efficacia anche successivamente), fu Orel Hershiser a brillare sul monte di lancio, tanto da vincere anch'egli il Cy Young Award.
Dal titolo del 1988 fino al 2004, i Dodgers non vinsero più una partita di postseason: raggiunsero infatti le Division Series sia nel 1995 che nel 1996 perdendole però entrambe 3-0, mancarono di poco la qualificazione nel 1991 e nel 1997, e guidarono la NL West nel momento in cui la stagione 1994 fu annullata prematuramente a causa di uno sciopero dell'associazione giocatori.
Nel 2004, appunto, la squadra ottenne il primo posto nella NL West, cosa che non accadeva da nove anni, ma anche in quest'occasione in postseason arrivò un'eliminazione al primo turno. Nell'arco del decennio, la NL West fu vinta anche nel 2008 e nel 2009, ma ambedue le stagioni terminarono con un 1-4 nelle NLCS contro i Philadelphia Phillies.
A partire dal 2013, i Dodgers iniziarono a dominare la NL West, vincendo la propria division negli anni a seguire, senza riuscire però – almeno inizialmente – ad arrivare fino alla serie finale dei play-off. Nel 2017, sotto la guida del manager Dave Roberts, i biancoblu raggiunsero finalmente le World Series dopo 29 anni di assenza, tuttavia ad imporsi per 4-3 furono gli Houston Astros. Ad un paio di anni di distanza, emerse lo scandalo dei segnali rubati dagli Houston Astros, che vide alcuni membri della franchigia texana utilizzare aiuti tecnologici per rubare i segni agli avversari: nonostante ciò, il titolo degli Astros non fu revocato. La squadra arrivò alle World Series anche nel 2018, in questo caso ad avere la meglio furono i Boston Red Sox. Nel 2019 invece venne stabilito il nuovo record di franchigia per partite vinte in regular season, con 106 vittorie a fronte di 56 sconfitte, ma questo non fu sufficiente ad evitare una deludente eliminazione al primo turno per mano dei Washington Nationals.
La stagione 2020 ebbe, per via della pandemia di COVID-19, una regular season accorciata e un tabellone di postseason allargato a 16 squadre. Ciononostante, i ragazzi di Dave Roberts eliminarono rispettivamente Milwaukee, San Diego e Atlanta, arrivando così alle World Series dove si sbarazzarono anche dei Tampa Bay Rays con un 4-2 nella serie. Si trattò del settimo titolo per la franchigia, il primo dal 1988.
Al termine della regular season 2021, la stagione da record di franchigia dei Giants impedì ai Dodgers di chiudere in testa alla NL West per la prima volta dal 2013, nonostante le 106 vittorie stagionali.

## Palmarès
- World Series: 8

1955, 1959, 1963, 1965, 1981, 1988, 2020, 2024.
- National League Pennant: 26

1889 (AA), 1890, 1899, 1900, 1916, 1920, 1941, 1947, 1949, 1952, 1953, 1955, 1956, 1959, 1963, 1965, 1966, 1974, 1977, 1978, 1981, 1988, 2017, 2018, 2020,2024
- National League West Division: 20

1974, 1977, 1978, 1981, 1983, 1985, 1988, 1995, 2004, 2008, 2009, 2013, 2014, 2015, 2016, 2017, 2018, 2019, 2020,2024
- National League Wild Card: 2

1996, 2006

## Giocatori importanti

### Membri della Baseball Hall of Fame

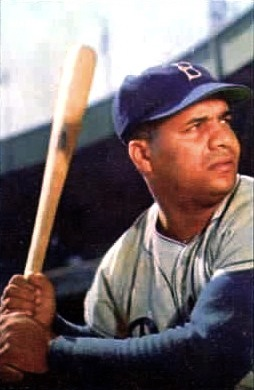
Roy Campanella

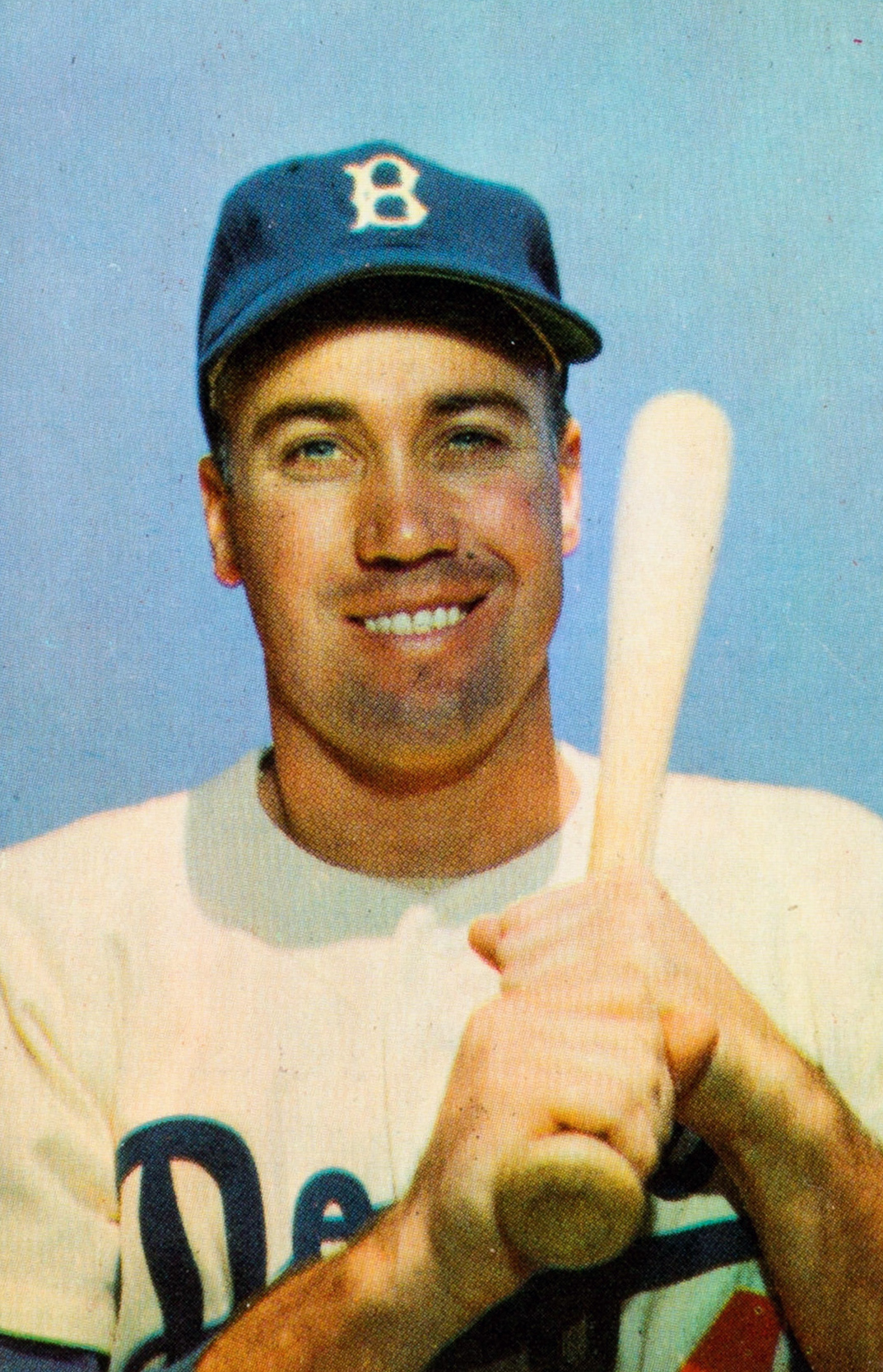
Duke Snider

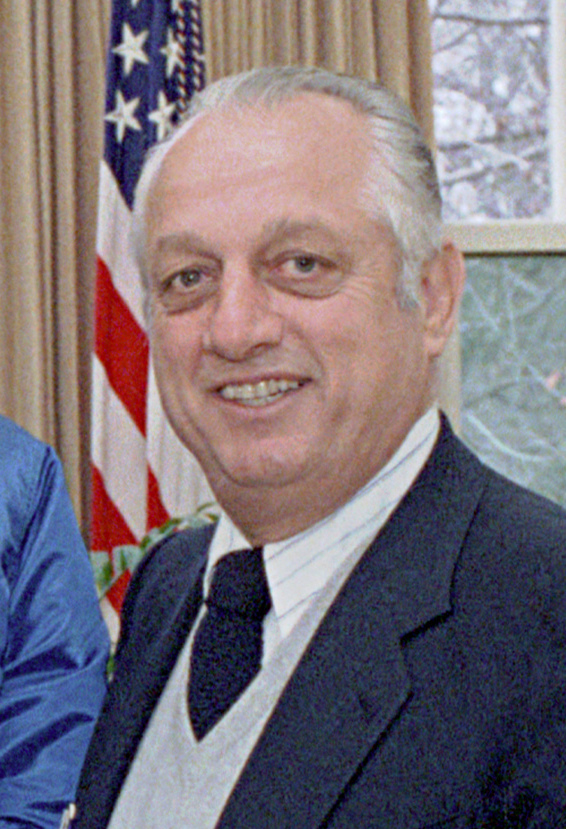
Tommy Lasorda nel 1981; fu il manager dei Dodgers dal 1976 al 1996

| Come Brooklyn Grooms/Superbas/Robins/Dodgers |      |                      |      |
| Giocatore                                    | Anno | Giocatore            | Anno |
| Dave Bancroft                                | 1971 | Heinie Manush        | 1964 |
| Dan Brouthers                                | 1945 | Rabbit Maranville    | 1954 |
| Roy Campanella                               | 1969 | Rube Marquard        | 1971 |
| Max Carey                                    | 1961 | Tommy McCarthy       | 1946 |
| Kiki Cuyler                                  | 1968 | Joe McGinnity        | 1946 |
| Leo Durocher                                 | 1994 | Joe Medwick          | 1968 |
| Burleigh Grimes                              | 1964 | Pee Wee Reese        | 1984 |
| Ned Hanlon                                   | 1996 | Jackie Robinson      | 1962 |
| Billy Herman                                 | 1975 | Wilbert Robinson     | 1945 |
| Waite Hoyt                                   | 1969 | Duke Snider          | 1980 |
| Hughie Jennings                              | 1945 | Casey Stengel        | 1966 |
| Willie Keeler                                | 1939 | Dazzy Vance          | 1955 |
| Joe Kelley                                   | 1971 | Arky Vaughan         | 1985 |
| George Kelly                                 | 1973 | Lloyd Waner          | 1967 |
| Tony Lazzeri                                 | 1991 | Paul Waner           | 1952 |
| Freddie Lindstrom                            | 1976 | John Montgomery Ward | 1964 |
| Ernie Lombardi                               | 1986 | Zack Wheat           | 1959 |
| Al López                                     | 1977 | Hack Wilson          | 1959 |

| Come Los Angeles Dodgers |      |                 |      |
| Giocatore                | Anno | Giocatore       | Anno |
| Walter Alston            | 1983 | Juan Marichal   | 1983 |
| Jim Bunning              | 1996 | Pedro Martínez  | 2015 |
| Gary Carter              | 2003 | Eddie Murray    | 2003 |
| Don Drysdale             | 1984 | Walter O'Malley | 2008 |
| Rickey Henderson         | 2009 | Frank Robinson  | 1982 |
| Sandy Koufax             | 1972 | Don Sutton      | 1998 |
| Tommy Lasorda            | 1997 | Joe Torre       | 2014 |
| Greg Maddux              | 2014 | Hoyt Wilhelm    | 1985 |

Nota
I giocatori in grassetto sono riprodotti nella Hall of Fame con la divisa dei Dodgers.

### Numeri ritirati

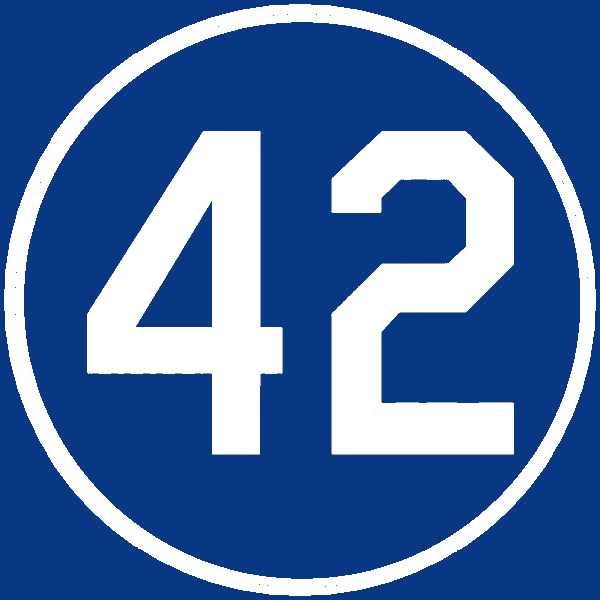
Jackie Robinson Ritirato il 4 giugno 1972
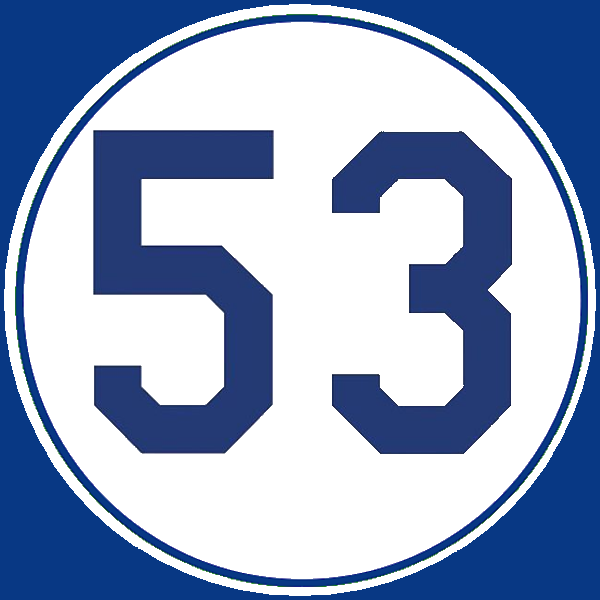
Don Drysdale Ritirato il 1 luglio 1984
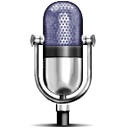
Vin Scully Onorato il 3 maggio 2017
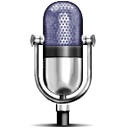
Jamie Jarrín Onorato il 21 settembre 2018
Walter O'Malley Onorato il 11 agosto 2024

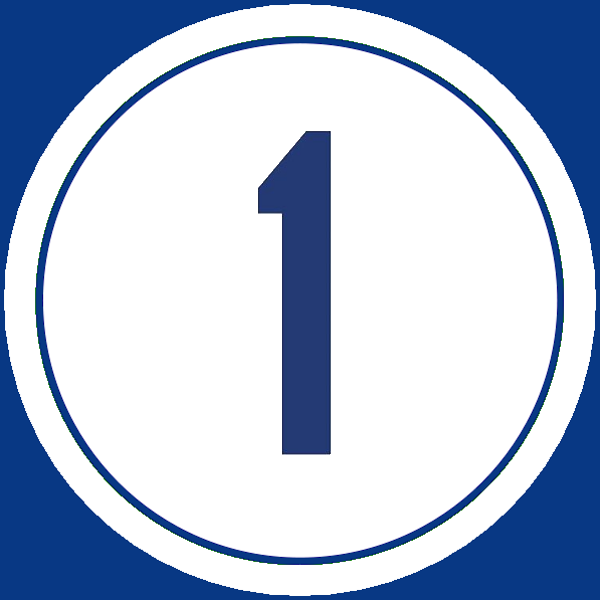
Pee Wee Reese Ritirato il 1 luglio 1984
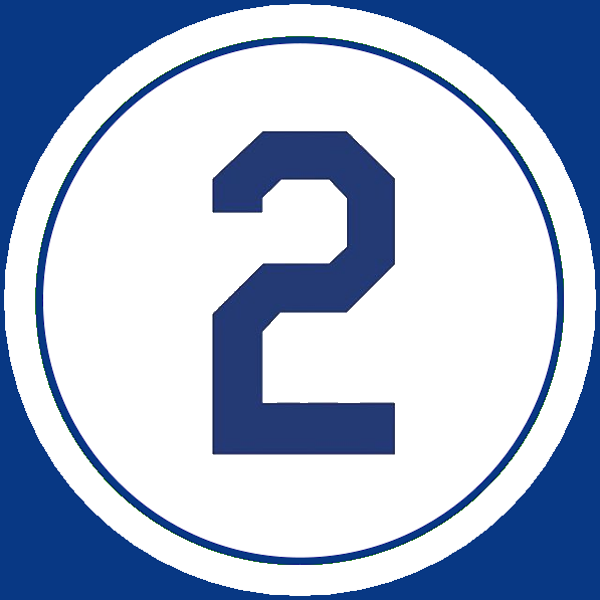
Tommy Lasorda Ritirato il 15 agosto 1997
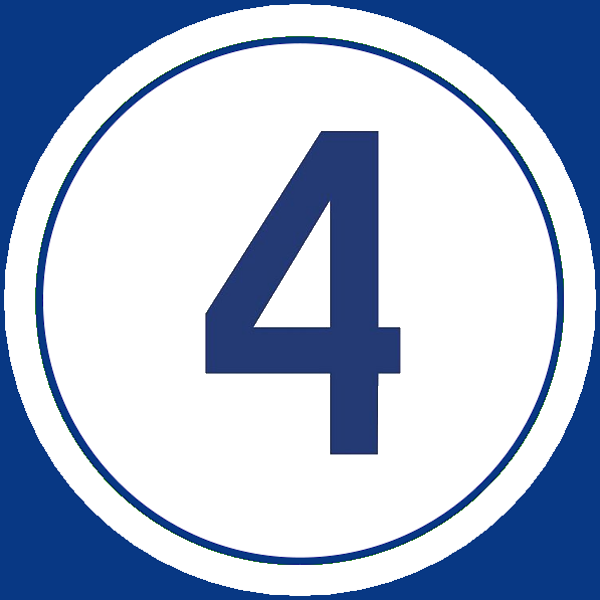
Duke Snider Ritirato il 6 luglio 1980
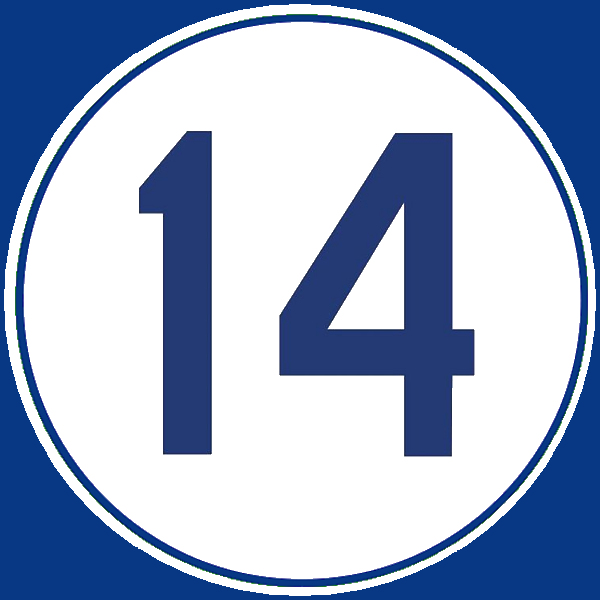
Gil Hodges Ritirato il 4 giugno 2022
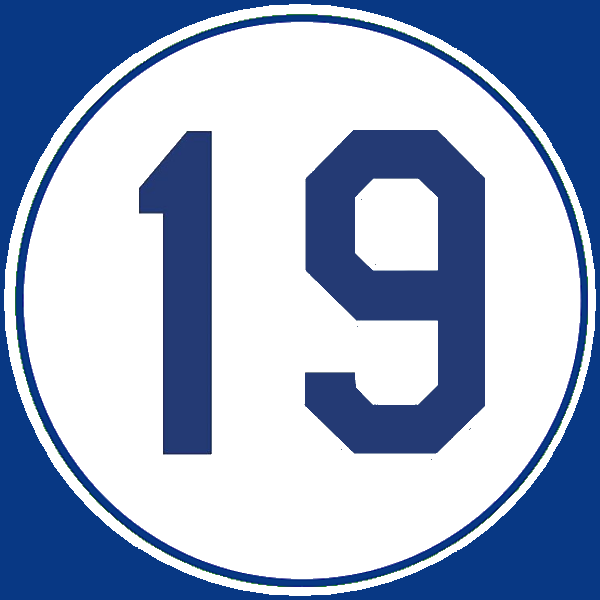
Jim Gilliam Ritirato il 10 ottobre 1978

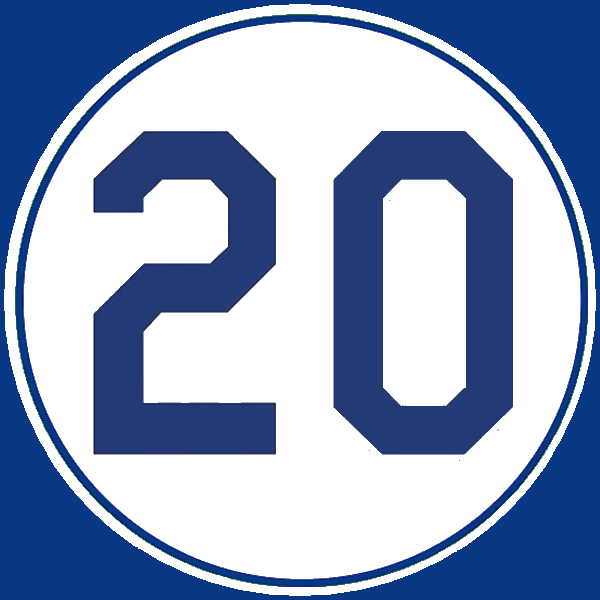
Don Sutton Ritirato il 14 agosto 1998
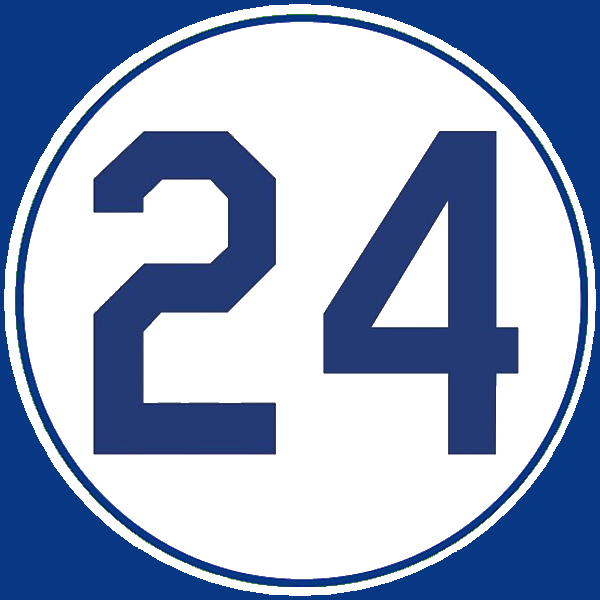
Walter Alston Ritirato il 5 giugno 1977
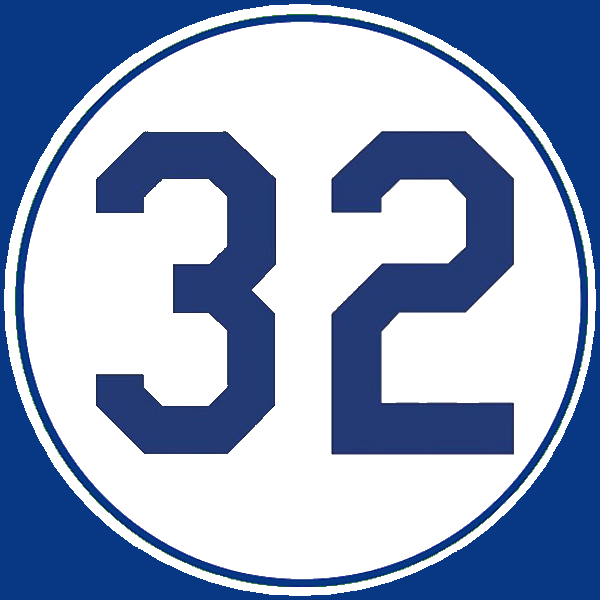
Sandy Koufax Ritirato il 4 giugno 1972
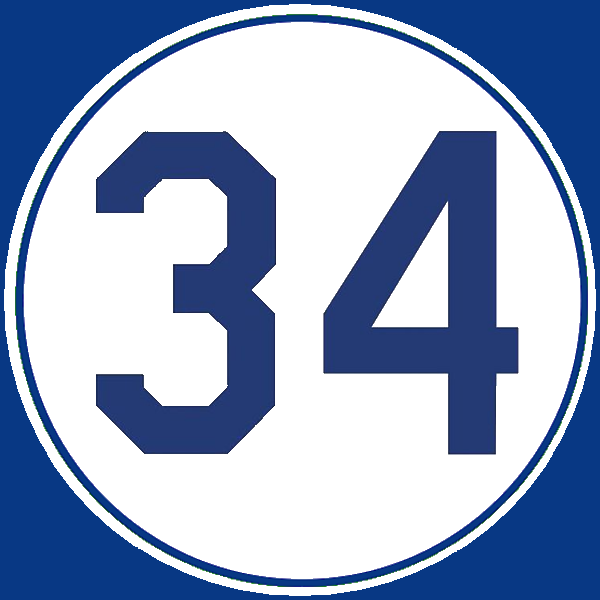
Fernando Valenzuela Ritirato il 11 agosto 2023
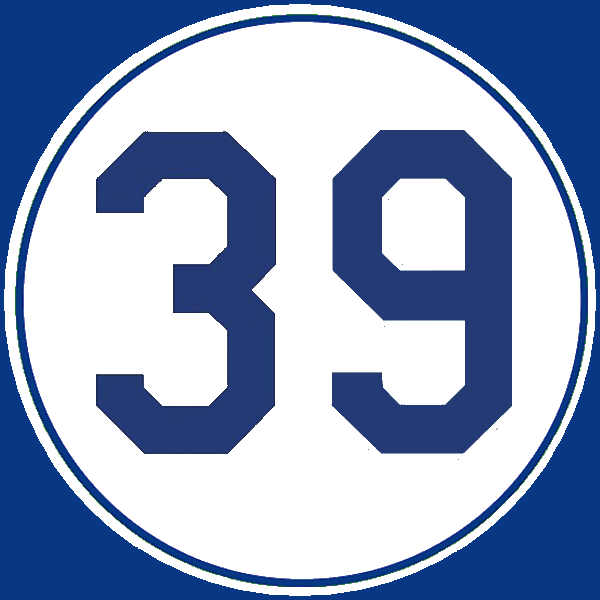
Roy Campanella Ritirato il 4 giugno 1972

- Jackie
Robinson
Ritirato il 4 giugno 1972
- Don
Drysdale
Ritirato il 1 luglio 1984
- Vin
Scully
Onorato il 3 maggio 2017
- Jamie
Jarrín
Onorato il 21 settembre 2018
- Walter
O'Malley
Onorato il 11 agosto 2024

## Affiliate nella Minor League
| Livello | Team                    | League                  | Città                                |
| ------- | ----------------------- | ----------------------- | ------------------------------------ |
| AAA     | Oklahoma City Dodgers   | Triple-A West           | Oklahoma City, Oklahoma              |
| AA      | Tulsa Drillers          | Double-A Central        | Tulsa, Oklahoma                      |
| A+      | Great Lakes Loons       | High-A Central          | Midland, Michigan                    |
| A-      | Rancho Cucamonga Quakes | Low-A West              | Rancho Cucamonga, California         |
| Rookie  | ACL Dodgers             | Arizona Complex League  | Phoenix, Arizona                     |
| Rookie  | DSL Dodgers Bautista    | Dominican Summer League | Santo Domingo, Repubblica Dominicana |
| Rookie  | DSL Dodgers Shoemaker   | Dominican Summer League | Santo Domingo, Repubblica Dominicana |